# Bundesratswahl 1951
Am 13. Dezember 1951 fanden in der Schweiz die Gesamterneuerungswahlen des Bundesrates statt. Die beiden Kammern des neu gewählten Parlaments, die Vereinigte Bundesversammlung, wählten die Schweizer Regierung, den Bundesrat, für die von 1952 bis 1955 dauernde Amtszeit. Die Sitze wurden einzeln in der Reihenfolge des Amtsalters der Sitzinhaber bestellt. Nach den Rücktritten der Bundesräte Eduard von Steiger (BGB) und Ernst Nobs (SP) kam es zu Ersatzwahlen.

## Wahlen

### Erste Wahl (Sitz von Philipp Etter, SKVP)

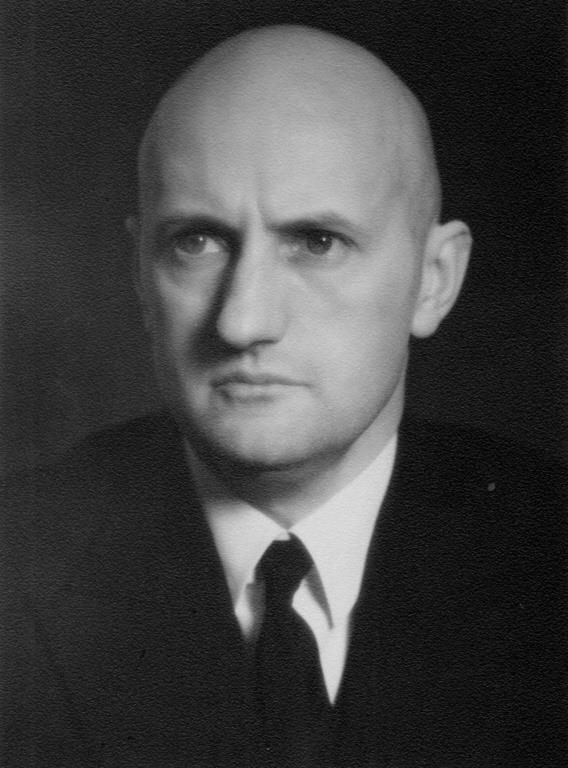
Philipp Etter (ca. 1930)

Philipp Etter (SKVP) wurde am 22. März 1934 in den Bundesrat gewählt. Er war von 1934 bis 1959 Vorsteher des Departements des Innern.
|                         | 1. Wahlgang |
| ----------------------- | ----------- |
| ausgeteilte Wahlzettel  | 234         |
| eingegangene Wahlzettel | 224         |
| leer/ungültig           | 49/0        |
| gültig Total            | 175         |
| absolutes Mehr          | 88          |
| Philipp Etter           | 167         |
| Verschiedene            | 8           |

### Zweite Wahl (Sitz von Karl Kobelt, FDP)

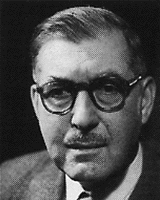
Karl Kobelt

Karl Kobelt (FDP) wurde am 10. Dezember 1940 zum Bundesrat gewählt. Kobelt war von 1941 bis 1954 Vorsteher des Militärdepartements.
|                         | 1. Wahlgang |
| ----------------------- | ----------- |
| ausgeteilte Wahlzettel  | 231         |
| eingegangene Wahlzettel | 231         |
| leer/ungültig           | 47/0        |
| gültig Total            | 184         |
| absolutes Mehr          | 93          |
| Karl Kobelt             | 176         |
| Verschiedene            | 8           |

### Dritte Wahl (Sitz von Max Petitpierre, FDP)

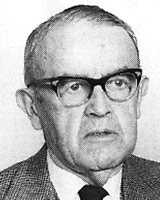
Max Petitpierre

Max Petitpierre (FDP) wurde am 14. Dezember 1944 zum Bundesrat gewählt. Petitpierre war von 1945 bis 1961 Vorsteher des Politischen Departements.
|                         | 1. Wahlgang |
| ----------------------- | ----------- |
| ausgeteilte Wahlzettel  | 230         |
| eingegangene Wahlzettel | 229         |
| leer/ungültig           | 28/1        |
| gültig Total            | 200         |
| absolutes Mehr          | 101         |
| Max Petitpierre         | 192         |
| Verschiedene            | 8           |

### Vierte Wahl (Sitz von Rodolphe Rubattel, FDP)

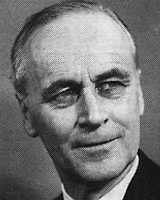
Rodolphe Rubattel

Rodolphe Rubattel (FDP) wurde am 11. Dezember 1947 zum Bundesrat gewählt. Rubattel war von 1948 bis 1954 Vorsteher des Volkswirtschaftsdepartements.
|                         | 1. Wahlgang |
| ----------------------- | ----------- |
| ausgeteilte Wahlzettel  | 233         |
| eingegangene Wahlzettel | 233         |
| leer/ungültig           | 36/1        |
| gültig Total            | 196         |
| absolutes Mehr          | 99          |
| Rodolphe Rubattel       | 191         |
| Verschiedene            | 5           |

### Fünfte Wahl (Sitz von Josef Escher, SKVP)

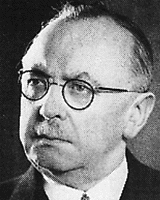
Bundesrat Josef Escher

Josef Escher (SKVP) wurde am 14. September 1950 in den Bundesrat gewählt. Bundesrat Escher war von 1950 bis 1954 Vorsteher des Post- und Eisenbahndepartements.
|                         | 1. Wahlgang |
| ----------------------- | ----------- |
| ausgeteilte Wahlzettel  | 232         |
| eingegangene Wahlzettel | 232         |
| leer/ungültig           | 31/0        |
| gültig Total            | 201         |
| absolutes Mehr          | 101         |
| Josef Escher            | 194         |
| Verschiedene            | 7           |

## Detailergebnisse der Ersatzwahl für Eduard von Steiger, BGB

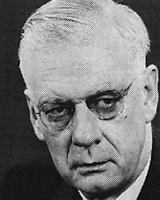
Markus Feldmann

Markus Feldmann (BGB) wurde bereits im 1. Wahlgang gewählt. Feldmann war dann von 1952 bis 1958 Vorsteher des Justiz- und Polizeidepartements.
|                         | 1. Wahlgang |
| ----------------------- | ----------- |
| ausgeteilte Wahlzettel  | 232         |
| eingegangene Wahlzettel | 230         |
| leer/ungültig           | 27/1        |
| gültig Total            | 202         |
| absolutes Mehr          | 102         |
| Markus Feldmann         | 184         |
| Verschiedene            | 18          |

## Detailergebnisse der Ersatzwahl für Ernst Nobs, SP

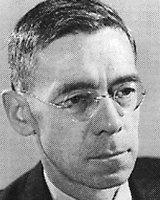
Max Weber

Max Weber (SP) wurde bereits im 1. Wahlgang gewählt. Willy Spühler (SP) erhielt am zweitmeisten Stimmen, weitere Stimmen erhielten Paul Meierhans (SP) und Hans Oprecht (SP). Bundesrat Weber war dann von 1952 bis 1954 Vorsteher des Finanz- und Zolldepartements.
|                         | 1. Wahlgang |
| ----------------------- | ----------- |
| ausgeteilte Wahlzettel  | 234         |
| eingegangene Wahlzettel | 233         |
| leer/ungültig           | 22/1        |
| gültig Total            | 210         |
| absolutes Mehr          | 106         |
| Max Weber               | 133         |
| Willy Spühler           | 60          |
| Paul Meierhans          | 7           |
| Hans Oprecht            | 4           |
| Verschiedene            | 6           |

## Wahl des Bundeskanzlers

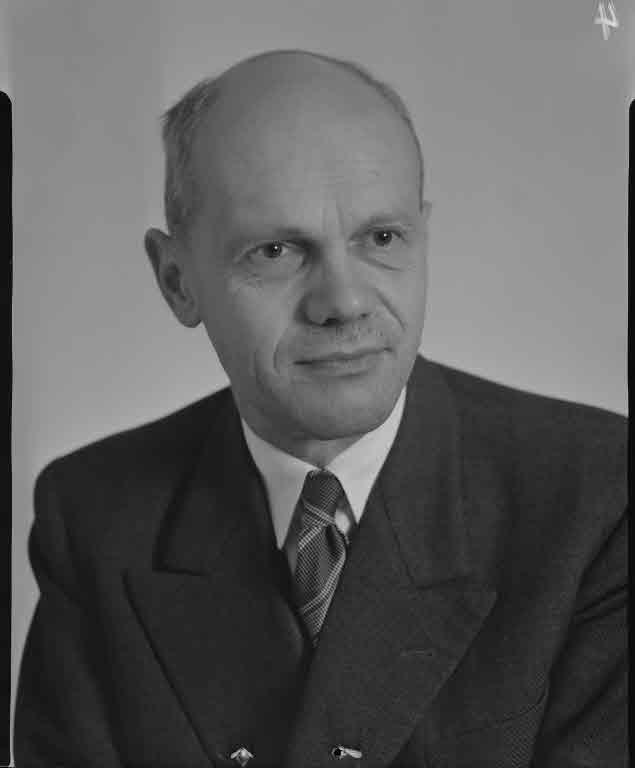
Charles Oser (1960)

Der amtierende Bundeskanzler Oskar Leimgruber (SKVP) stellte sich nicht mehr zur Wiederwahl. Vizekanzler Charles Oser (FDP) wurde bereits im 1. Wahlgang zum Bundeskanzler gewählt. Sein Gegenkandidat, der Thurgauer Richter Thomas Plattner (SKVP), unterlag deutlich.
|                         | 1. Wahlgang |
| ----------------------- | ----------- |
| ausgeteilte Wahlzettel  | 228         |
| eingegangene Wahlzettel | 228         |
| leer/ungültig           | 8/0         |
| gültig Total            | 220         |
| absolutes Mehr          | 111         |
| Charles Oser            | 129         |
| Thomas Plattner         | 87          |
| Verschiedene            | 4           |

## Wahl des Bundespräsidenten
Karl Kobelt (FDP) wurde mit 179 Stimmen zum Bundespräsidenten für das Jahr 1952 gewählt.
|                         | 1. Wahlgang |
| ----------------------- | ----------- |
| ausgeteilte Wahlzettel  | 227         |
| eingegangene Wahlzettel | 227         |
| leer/ungültig           | 24/4        |
| gültig Total            | 199         |
| absolutes Mehr          | 100         |
| Karl Kobelt             | 179         |
| Verschiedene            | 20          |

## Wahl des Vizepräsidenten
Philipp Etter (SKVP) wurde mit 153 Stimmen zum Vizepräsidenten gewählt.
|                         | 1. Wahlgang |
| ----------------------- | ----------- |
| ausgeteilte Wahlzettel  | 218         |
| eingegangene Wahlzettel | 217         |
| leer/ungültig           | 43/1        |
| gültig Total            | 173         |
| absolutes Mehr          | 87          |
| Ernst Nobs              | 153         |
| Verschiedene            | 20          |